# Taylor Stone
Taylor Stone (5 de enero de 1987) es una deportista estadounidense que compitió en taekwondo. Ganó una medalla de plata en el Campeonato Mundial de Taekwondo de 2003, y una medalla de oro en el Campeonato Panamericano de Taekwondo de 2002.

## Palmarés internacional
| Campeonato Mundial      | Campeonato Mundial                | Campeonato Mundial | Campeonato Mundial |
| Año                     | Lugar                             | Medalla            | Categoría          |
| ----------------------- | --------------------------------- | ------------------ | ------------------ |
| 2003                    | Garmisch-Partenkirchen (Alemania) | Medalla de plata   | –55 kg             |
| Campeonato Panamericano |                                   |                    |                    |
| Año                     | Lugar                             | Medalla            | Categoría          |
| 2002                    | Quito (Ecuador)                   | Medalla de oro     | –55 kg             |